# Pastewnik (Neder-Silezië)
Pastewnik is een dorp in het Poolse woiwodschap Neder-Silezië, in het district Kamiennogórski. De plaats maakt deel uit van de gemeente Marciszów.

## Galerij

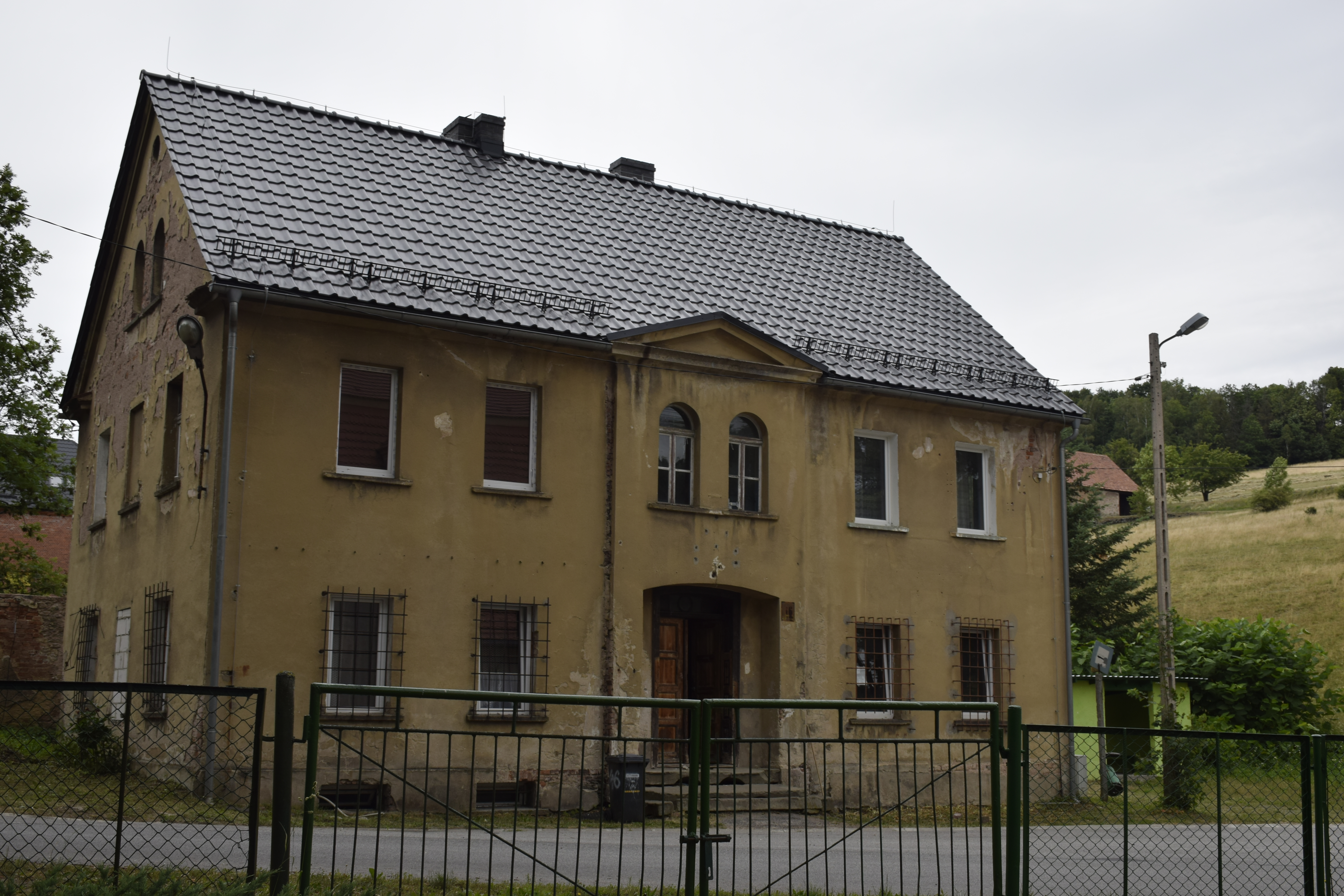
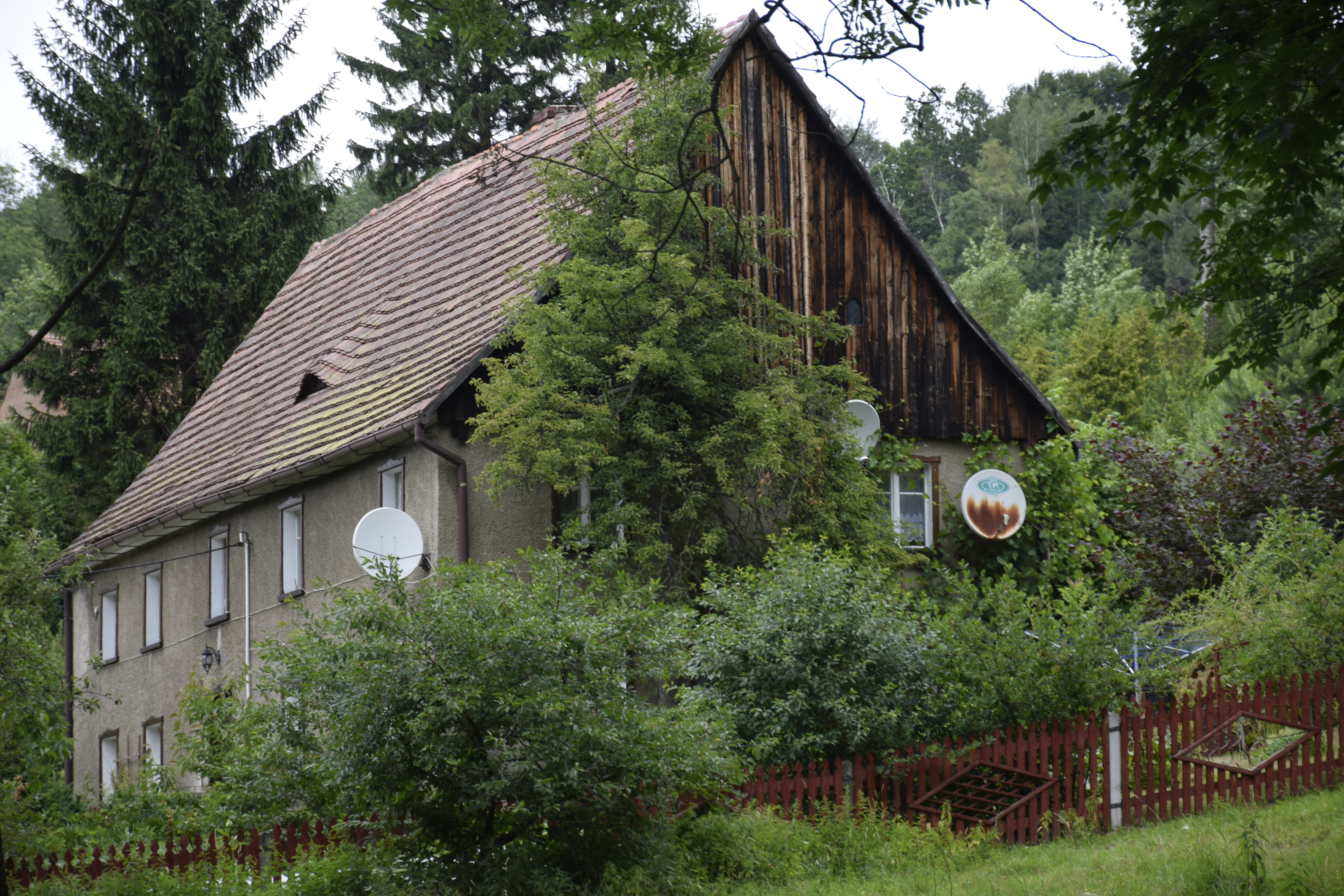
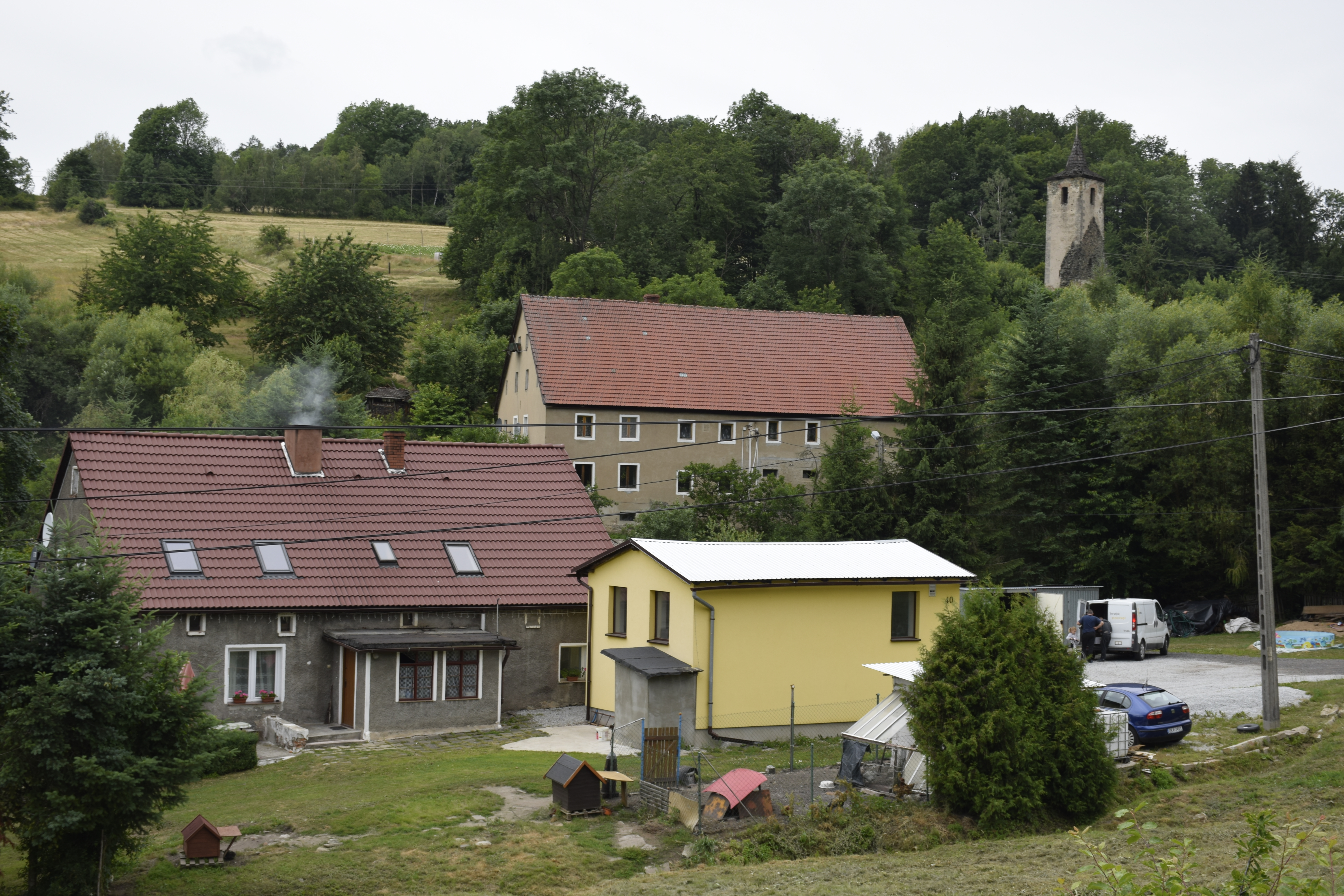